# 未知との遭遇
『未知との遭遇』（みちとのそうぐう、Close Encounters of the Third Kind）は、1977年に公開されたアメリカ映画。世界各地で発生するUFO遭遇事件と、最後に果たされる人類と宇宙人のコンタクトを描いた。
原題の「Close Encounters of the Third Kind（「第三種接近遭遇」の意）」は、ジョーゼフ・アレン・ハイネックの著書で提唱された用語であり、人間が空飛ぶ円盤に接近する体験のうち、搭乗員とのコンタクトにまで至るものを指す。

## 概要
1977年11月16日公開。日本での公開は1978年2月25日。言語は英語。製作費2,000万ドル。コロムビア映画提供。
オリジナル版の他に、マザーシップ内を公開した1980年の『特別編』、さらに再編集や修正がされた2002年の『ファイナル・カット版』がある。また、アメリカABCテレビで143分の版が放映されたことがある。
アカデミー賞を撮影賞、特別業績賞（音響効果編集）の2部門で受賞したほか、英国アカデミー賞のプロダクションデザイン賞も受賞した。

## あらすじ
米国南西部のソノラ砂漠で、フランスの科学者クロード・ラコーム、米国人通訳で地図製作者のデイヴィッド・ラフリン及びその他の研究者たちが、1945年12月5日にバミューダトライアングル上空で行方不明になったアメリカ海軍のグラマンTBMアベンジャー雷撃機5機を発見する。飛行機は完璧な状態だが、乗員は見当たらない。近くにいた年配の目撃者は、「夜に太陽が顔を出し、自分に向かって歌を歌った」と言う。インディアナポリス近郊では、航空管制官らが民間旅客機2機がUFOとの空中衝突を辛うじて回避するのを見る。
インディアナ州マンシー郊外の家で、3歳のバリー・ガイラーが目を覚ますと、おもちゃが勝手に動いているのに気付く。彼は外で何かを追いかけ始め、母親のジリアンは彼を追いかけることになる。域内で大規模な停電が始まり、発電所で働く技師のロイ・ニアリーは調査を余儀なくされる。車に乗って自分の位置を確認していると、ロイはUFOとの接近遭遇を経験し、UFOが彼のトラックの上を飛ぶと、UFOの光で頬が日に焼けたようになる。ロイと3台のパトカーが追跡する中、UFOは他の3機と共に飛び去る。UFOは夜空に飛び去ってしまうが、その形而上学的な体験にロイは魅了される。
研究者らはまた、ゴビ砂漠の真ん中で第一次大戦中の貨物船コトパクシ号が無傷で中味は空になっているのを見つけて驚く。
ロイはUFOに夢中になるが、妻のロニーはおろおろしてしまう。彼は山の形の潜在意識下のイメージに執着し、同様の形のものを色々と作り始める。一方、バリーの母のジリアンもまた、特徴的な山の形のものを描くことに夢中になる。その直後、彼女は雲から降りてきたUFOによって自宅で恐怖を感じる。彼女はUFOや目に見えない存在が暴力的に家に侵入しようとするのを撃退するが、混乱の中でバリーが誘拐されてしまう。
ラコーム、ラフリン及び国連の専門家グループは、増加するUFO活動とそれに関連する奇妙な現象の調査を続けている。インド北部ダラムサラの目撃者らは、UFOが独特の音、即ち五音音階の5音の音楽を発していると報告してきている。科学者たちはこの音を宇宙に向けて流すが、一見無意味に見える一連の数字 (104、44、30、40、36、10) が繰り返されるという反応を理解出来ないままだ。ラコームは異星人からの接触である確信し、「彼ら」と直接面会する地球側の「第三種接近遭遇」プロジェクトをスタートさせる。やがて、地図製作者のラフリンがそれらの数字を一連の地理座標として認識し、それらが示すのは、ワイオミング州ムアクロフト近くのデビルズタワーということが判明する。ラコームら専門家と米軍はワイオミング州に集まる。米国陸軍は、列車事故で有毒な神経ガスが流出したという虚偽の報道をメディアに流し、その地域から住民を避難させる。そして、UFOとその乗員のための秘密の着陸受け入れ施設を建造する。
一方、ロイの常軌を逸した行動はますます激しくなり、妻のロニーは3人の子供たちを連れて出て行ってしまう。デビルズタワー近くで列車事故があったとされるニュースがテレビで放映されると、ロイとジリアンは、デビルズタワーが自分たちが思い浮かべていたのと同じ形の山であることに気づく。2人は、同様の幻覚を体験した他の人たちと共に、有毒ガスに関する警告が出されているにも拘わらず、デビルズタワーを目指す。
殆どの人は軍に逮捕されるが、夜空に丁度UFOが現れた時に、ロイとジリアンは着陸受け入れ施設に到着する。現場の政府専門家たちは、数十機までに徐々に増えていくUFOとの間で、大きな電光掲示板の光と音を使って交信を開始する。巨大な母船が着陸し、第二次世界大戦時のパイロット、コトパクシ号の船員、大人、子供、動物など、様々な時代に拉致された多くの人たちを解放する。バリーも戻って来てジリアンと再会する。政府関係者はロイを母船への訪問者候補のグループに加える準備を急いで行う。
地球外生命体がついに母船から現れ、ロイを含む数人を選び出す。ロイが母船に乗り込む際、地球外生命体の1人が乗り込む人間たちと共に少しの間立ち止まる。ラコームは、5音符の地球外の音フレーズに対応するカーウィンのハンドサインを使用する。地球外生命体は同じ動作で答え、微笑んで船に戻り、空へ飛び立つ。

## 登場人物
ロイ・ニアリー
演 - リチャード・ドレイファス
電気技師。UFOを目撃したことでおかしくなる。
クロード・ラコーム
演 - フランソワ・トリュフォー
フランス人のUFO学者。調査チームのリーダー。
ロニー・ニアリー
演 - テリー・ガー
ロイの妻。夫の奇行に我慢ができなくなり、子供たちを連れて出ていく。
ジリアン・ガイラー
演 - メリンダ・ディロン
バリーの母。シングルマザーでもある。
デヴィッド・ロフリン
演 - ボブ・バラバン
研究員。
バリー・ガイラー
演 - ケイリー・ガフィー
3歳の少年。
ロバート
演 - ランス・ヘンリクセン
デヴィッドの部下。
ブラッド・ニアリー
演 - ショーン・ビショップ
ロイとロニーの長男。
トビー・ニアリー
演 - ジャスティン・ドレイファス
ロイとロニーの次男。
チームリーダー
演 - メリル・コナリー
アインシュタインの話になったときに「アインシュタインは宇宙人だったかも」と冗談を言った。

## キャスト
| 役名                 | 俳優                        | 日本語吹替 | 日本語吹替 | 日本語吹替                                                                            |
| 役名                 | 俳優                        | テレビ朝日旧版 | テレビ朝日新版 | ソフト版                                                                              |
| -------------------- | --------------------------- | --- | --- | ------------------------------------------------------------------------------------- |
| ロイ・ニアリー       | リチャード・ドレイファス    | 樋浦勉 | 山寺宏一 | 入江崇史                                                                              |
| クロード・ラコーム   | フランソワ・トリュフォー    | 金内吉男 | 松橋登 | 井上倫宏                                                                              |
| ロニー・ニアリー     | テリー・ガー                | 藤田淑子 | 出演シーンカット | 百々麻子                                                                              |
| ジリアン・ガイラー   | メリンダ・ディロン          | 小原乃梨子 | 弘中くみ子 | 八十川真由野                                                                          |
| デヴィッド・ロフリン | ボブ・バラバン              | 仲村秀生 | 仲野裕 | 星野充昭                                                                              |
| バリー・ガイラー     | ケイリー・ガフィー          | 亀坂英 | 川田妙子 | 金田朋子                                                                              |
| ロバート             | ランス・ヘンリクセン        | | | 宗矢樹頼                                                                              |
| ブラッド・ニアリー   | ショーン・ビショップ        | 池田真 | 出演シーンカット | 高森奈緒                                                                              |
| トビー・ニアリー     | ジャスティン・ドレイファス  | 鈴木一輝 | 出演シーンカット | 後藤邑子                                                                              |
| チームリーダー       | メリル・コナリー            | 宮川洋一 | 山野史人 | 有本欽隆                                                                              |
| プロジェクトリーダー | J・パトリック・マクナマラ   | 嶋俊介 | 秋元羊介 | 横堀悦夫                                                                              |
| ワイルドビル         | ウォーレン・J・ケマーリング | 大平透 | 銀河万丈 | 廣田行生                                                                              |
| ベンチリー           | ジョージ・ディセンゾ        | 納谷六朗 | | 加藤亮夫                                                                              |
| ハリス夫人           | メアリー・ギャフリー        | | | 中澤やよい                                                                            |
| 農夫                 | ロバーツ・ブロッサム        | 千葉耕市 | | 清川元夢                                                                              |
| その他               |                             | 寺島幹夫 阪脩 高村章子 村松康雄 藤本譲 岡部政明 加藤正之 原田一夫 山野史人 伊井篤史 小島敏彦 平林尚三 広瀬正志 佐藤隆治 市丸和代 尼崎桂子 横尾まり | 廣田行生 諸角憲一 有本欽隆 金尾哲夫 塚田正昭 安井邦彦 坂口哲夫 伊藤栄次 檀臣幸 成田剣 宗矢樹頼 緒方文興 幸田夏穂 鈴木紀子 西宏子 | 松井範雄 脇田茂 堀井真吾 御友公喜 佐々木誠二 松本大 斉藤次郎 石丸純 奥田啓人 丸山純路 |
|                      |                             | | |                                                                                       |
| 演出                 |                             | 佐藤敏夫 | 福永莞爾 | 福永莞爾                                                                              |
| 翻訳                 |                             | 木原たけし | 平田勝茂 | 平田勝茂                                                                              |
| 調整                 |                             | 前田仁信 | 飯塚秀保 |                                                                                       |
| 効果                 |                             | PAG | リレーション |                                                                                       |
| 選曲                 |                             | 赤塚不二夫 | |                                                                                       |
| 制作                 |                             | 東北新社 | 東北新社 | 東北新社                                                                              |
| 解説                 |                             | 淀川長治 | |                                                                                       |
| 初回放送             |                             | 1982年10月10日 21:00-23:39 『日曜洋画劇場』 ※特別編                                                                                                | 1999年11月14日 『日曜洋画劇場』 ※FC特別編集版                                                                                    | 2002年4月26日 発売のDVDに初収録                                                       |

- 「特別編」以降破棄され初公開版だけに含まれていたシーンには、ロイを問い詰めるMP役でカール・ウェザースが、電力局のシーンではジーン・ディナルスキー（Eugene Dynarski, 『激突！』でダイナーで主人公に絡まれるトラック運転手を演じた）が出演している。

## スタッフ
- 監督・脚本 － スティーヴン・スピルバーグ
- 製作 － ジュリア・フィリップス、マイケル・フィリップス
- 撮影 － ヴィルモス・ジグモンド、ラズロ・コヴァックス
- 追加撮影（特別編） － ウィリアム・A・フレイカー、ダグラス・スローカム、ジョン・A・アロンゾ、フランク・スタンレー
- 美術監督 － ダニエル・ロミノ（英語版）
- プロダクション・デザイン － ジョー・アルブス（英語版）
- セット － フィル・アブラムソン（英語版）
- 音響効果スーパーバイザー － フランク・ワーナー（英語版）
- 編集 － マイケル・カーン
- アソシエイト・プロデューサー － クラーク・ペイロウ
- 音楽 － ジョン・ウィリアムズ
- 特撮 － ダグラス・トランブル
- 特殊効果 － カルロ・ランバルディ
- 技術顧問 － ドクター・J・アラン・ハイネック

## 製作
スーパーバイザーを務めたのは、元アメリカ空軍UFO研究部顧問のジョーゼフ・アレン・ハイネックで、劇中でもエキストラで登場している。

### 背景
本作のストーリーは『十戒』を基にしている。劇中でも「山」に向かうことになる主人公の家族が家のテレビで『十戒』を観ている。映画監督の和田誠は、自著『ぼくが映画ファンだった頃』（2015）の中で「宇宙船が現れる前ぶれとしての雲の動きは、まさに紅海が割れる場面の雲の動きとそっくりなのである。そして、宇宙船が地球に到着する感動は、モーゼが紅海を割る奇蹟と、意識の中でつながってくるのだ」と解説している。

### 撮影
撮影はまずは人間ドラマを収録し、UFOのシーンは後回しにされた。UFOデザインはなかなか決まらず、当初はあのようなきらびやかなものではなかった。「宇宙人が地球人を安心させるため、地球上の様々なものに似たデザインにするのではないか」という観点で、ネオンっぽいものなども日常で見かける物に似せたアイデアが出た。中にはハンバーガーの看板「M」にそっくりのデザインもあり、却下されたものの赤い光球状のUFOが道端に立てられたハンバーガーの看板の前で小休止する「特別編」以降の追加シーンにその名残を見ることができる。

### 配役
フランスの映画監督フランソワ・トリュフォーが出演しているが、トリュフォーは自作の映画にしか出演せず、またSF嫌いで「宇宙だのロボットだのは生理的に嫌悪感がする」とまで公言していたため、本作への出演は驚かれた。『野性の少年』や『アメリカの夜』を見ていたスピルバーグとはアメリカに行くたびにパーティ等で会い、出演を打診された。コロンビア ピクチャーズはリノ・ヴァンチュラかジャン＝ルイ・トランティニャンを起用する予定だったが、スピルバーグがトリュフォーに出演を懇願し続けて実現した。

## バージョン
オリジナル劇場版
本作が初めて世に公開されたもの。このバージョンにのみ、ロイが発電所で働いているシーンが存在し、彼の本職が明確に描かれている。また、細かい部分では宇宙船が初めて現れたシーンで一般人が「月ロケットよりハイウェイの方が進んでいる」と皮肉を言うシーンや、封鎖された街の兵士にロイが「スミス」と名乗って適当な言い訳をするシーンがあったりするのもこのバージョンだけである。また、中盤の山場でもあるヘリコプターからの逃避行はこのバージョンが一番長い。135分。AUEにて初ソフト化。
「特別編」
1977年の公開後、スピルバーグは初公開版で映像化しきれなかったシーンを盛り込むリニューアルをコロムビア映画側に申し出た。「マザーシップ内を見せること」を条件に追加撮影の予算が計上され、実写／視覚効果の追加撮影と再編集、台詞の再録音を経て1980年に発表された「特別編」は実質「ディレクターズ・カット」であるが、スピルバーグ自身のマザーシップ内部は見せたくないという、オリジナル制作時の意向（特別編公開以降の発言）は損なわれた（このため、同シーンはこのバージョンのみに見られる）。最も大きな追加シーンとしては、このバージョン以降に盛り込まれることになる砂漠で幽霊船が発見されるシーンのほか、前述の通りマザーシップの内部が新たなシークエンスとして追加された。マザーシップが星空に消えてゆくエンド・クレジット（後にILMの視覚効果監督となるデニス・ミューレンが撮影）の後半部分に、スピルバーグはディズニーアニメ『ピノキオ』（ロイが家族と観に行きたかった映画）の主題歌「星に願いを」を流すことを考えていたが、試写の批評が芳しくなくカットされた。これが「特別編」で復活された。旋律だけでなく歌も流そうとスピルバーグは考えたが、リアリティを損なうと他のスタッフから反対された。小型の円盤のアイディアを練る段階で、ファストフード・チェーンマクドナルドのm字シンボルそっくりの円盤が考案され、小型円盤がマクドナルドの看板の前で自分の仲間を眺めるかの如く小停止し、ハンバーガーの画が映る（バリーが「アイスクリーム!」と叫んだ後）。また、全体的なシーンの推敲もやり直され、冒頭のロイ一家の導入シーンが新たに撮影され、細かい部分が多くカットされたことで全体的な長さはすべてのバージョンで最も短い132分となっている。AUEにて初のデジタルソフト化となった。
初期ソフト版
VHS、LDで発売された際にメディア上の制約で編集されたバージョン。劇場公開版を元にロイのファーストコンタクトが差し替えられ、ロイたちがデビルスタワー麓へ連行後のヘリから脱出するシーンがカットされているほか、ロイが家族とマッシュポテトを食べるシーンの前半部分がカットされている。
「ファイナル・カット」版
製作20年を記念して発表された再々編集版。特別篇をベースにロイが狂ったようにデビルズタワーの模型を作るシーンをはじめとしたカットされたいくつかのシーンを復活させたほか、マザーシップ内部描写の削除、フイルムのデジタルリマスター等を行った。この結果、137分と一般上映されたものとしては最も長いバージョンとなった。AUEにはさらにリマスター収録されている。この映画では唯一DVDが単品販売されており、レンタル用もこのバージョンが提供されている。「星に願いを」のメロディーは再び削除されている。
アメリカABCテレビ放映版
現在確認されているものの中で最長のバージョン。劇場公開版に特別篇の追加シーンを盛り込んだもので、143分ある。
コレクター向けのソフト化はスタッフのインタビューを含む大量の資料／特典とともに'77年版と「特別編」の両方をプログラム再生という形で選択、鑑賞可能にしたレーザーディスクがあり、製作30周年を記念して発売された「アルティメット・エディション」のセット（ブルーレイは2枚組、DVDは3枚組）では、'77年版＋「特別編」＋「ファイナル・カット」の3種類が同梱されている。

## 第50回アカデミー賞受賞/ノミネート
| 受賞       | 人物 |
| 撮影賞     | ヴィルモス・ジグモンド                                                                                     |
| 特別業績賞 | フランク・F・ワーナー                                                                                      |
| ノミネート | |
| 監督賞     | スティーヴン・スピルバーグ                                                                                 |
| 助演女優賞 | メリンダ・ディロン                                                                                         |
| 編集賞     | マイケル・カーン                                                                                           |
| 美術賞     | ジョー・アルヴス ダン・ロミノ フィル・アブラムソン                                                         |
| 作曲賞     | ジョン・ウィリアムズ                                                                                       |
| 録音賞     | ロバート・J・グラス ドン・マクドゥーガル ジーン・キャンタメッサ ロバート・ニュードソン                     |
| 視覚効果賞 | ロイ・アーボギャスト ダグラス・トランブル マシュー・ユリチック リチャード・ユリシック グレゴリー・ジェイン |

- 音響効果編集に対して、フランク・F・ワーナーに特別業績賞が授与された。
- ジョン・ウィリアムズは本作と同年に公開された『スター・ウォーズ』でも作曲賞にノミネートされており、同作で受賞している。

## 補足
- ワイオミング州に実在するデビルスタワーは、アメリカ最初のナショナル・モニュメントである。SFXや演出効果のため、ミニチュアのデビルズタワーは実際より短く造られた。
- 宇宙人との音声によるコンタクトを試みるシーンで、制御用のコンソールに設置されていたのは、アープのシンセサイザーであるアープ・2500である。
- 『スタートレック』に登場する宇宙船エンタープライズの模型が一瞬登場する。ダグラス・トランブル率いる視覚効果スタッフは、本作の後、『劇場版スタートレック』に参加する。また「特別編」で描写されたマザーシップの内部のシーンで花のめしべやおしべのような閉じていく構築物は、同じくトランブルのスタジオで製作された『ブレードランナー』に警察庁舎の外観として再利用された。
- クライマックスのマザーシップがデビルズタワーの背後から現れるシーンに（ごく小さな逆光の影ではあるが）『スター・ウォーズ』のR2-D2が登場している（上部壁面に逆さに貼り付けられている）。
- 予告編初期のキャッチフレーズにも使われた「空に注目"Watch the skies"」という台詞は1951年の映画『遊星よりの物体X』最後の台詞から取られたもの。ロイが朝目覚めると娘のシルヴィアが観ているテレビアニメ『ダフィー・ウォーズ』（1953年, 「物体X」ならぬ「惑星X」が登場）ではポーキー・ピッグがマービン・ザ・マーシャンを『遊星より～』の原題そのままに"Thing from Another World"と呼んでいる。
- 日本版字幕は野中重雄の翻訳が公開時から用いられているが、ロフリンの名前を「ローリン」と表記するなど、古いソフト版で確認出来る字幕はファイナル・カット版と細部が異なる。
- ラコーム役の声優にフランス語を話させた日本語吹替版が無く、テレビ版とソフト版のいずれにおいてもラコームのフランス語は日本語に置き換え、通訳を介す場面では日本語を日本語に言い直す不自然なやり取りが続く。
- テレビ朝日新版およびソフト版スタッフの福永莞爾と平田勝茂は『未知との遭遇』からの影響が色濃い『Xファイル』、『インデペンデンス・デイ』（どちらもテレビ朝日放送版）も手掛けている。